# MVC

Um diagrama simples exemplificando a relação entre Model, View e Controller. As linhas sólidas indicam associação direta e as tracejadas indicam associação indireta.

MVC é o acrônimo de Model-View-Controller (em português: Arquitetura Modelo-Visão-Controle - MVC) é um padrão de projeto de software, ou padrão de arquitetura de software formulado na década de 1970, focado no reuso de código e a separação de conceitos em três camadas interconectadas, onde a apresentação dos dados e interação dos usuários (front-end) são separados dos métodos que interagem com o banco de dados (back-end).
Normalmente usado para o desenvolvimento de interfaces de usuário que divide uma aplicação em partes (camadas/componentes) interconectadas. Isto é feito para separar representações de informação internas dos modos como a informação é apresentada para e aceita pelo usuário, levando ao desenvolvimento paralelo de maneira eficiente.

## História do MVC
A arquitetura MVC (Model-View-Controller) foi criada nos anos 80 na Xerox Parc, por Trygve Reenskaug, que iniciou em 1979 o que viria a ser o nascimento do padrão de projeto MVC. A implementação original foi descrita no artigo “Applications Programming in Smalltalk-80: How to use Model-View-Controller”. 

## Os componentes do MVC
Tradicionalmente usado para interfaces gráficas de usuário (GUIs), esta arquitetura tornou-se popular para projetar aplicações web e até mesmo para aplicações móveis, para desktop e para outros clientes. Linguagens de programação populares como Java, C#, Object Pascal/Delphi, Ruby, PHP, JavaScript e outras possuem frameworks MVC populares que são atualmente usados no desenvolvimentos de aplicações web.

### Camada de modelo ou da lógica da aplicação(Model)
Modelo é a ponte entre as camadas Visão (View) e Controle (Controller), consiste na parte lógica da aplicação, que gerencia o comportamento dos dados através de regras de negócios, lógica e funções. Esta fica apenas esperando a chamada das funções, que permite o acesso para os dados serem coletados, gravados e, exibidos.
É o coração da execução, responsável por tudo que a aplicação vai fazer a partir dos comandos da camada de controle em um ou mais elementos de dados, respondendo a perguntas sobre o sua condição e a instruções para mudá-las. O modelo sabe o que o aplicativo quer fazer e é a principal estrutura computacional da arquitetura, pois é ele quem modela o problema que está se tentando resolver. Modela os dados e o comportamento por trás do processo de negócios. Se preocupa apenas com o armazenamento, manipulação e geração de dados. É um encapsulamento de dados e de comportamento independente da apresentação.

### Camada de apresentação ou visualização(View)
Visão pode ser qualquer saída de representação dos dados, como uma tabela ou um diagrama. É onde os dados solicitados do Modelo (Model) são exibidos. É possível ter várias visões do mesmo dado, como um gráfico de barras para gerenciamento e uma visão tabular para contadores. A Visão também provoca interações com o usuário, que interage com o Controle (Controller). O exemplo básico disso é um botão gerado por uma Visão, no qual um usuário clica e aciona uma ação no Controle.
Não se dedica em saber como o conhecimento foi retirado ou de onde ela foi obtida, apenas mostra a referência. Segundo Gamma et al (2006), ”A abordagem MVC separa a View e Model por meio de um protocolo inserção/notificação (subscribe/notify). Uma View deve garantir que sua expressão reflita o estado do Model. Sempre que os dados do Model mudam, o Model altera as Views que dependem dele. Em resposta, cada View tem a oportunidade de modificar-se”. Adiciona os elementos de exibição ao usuário: HTML, ASP, XML, Applets. É a camada de interface com o usuário. É utilizada para receber a entrada de dados e apresentar visualmente o resultado.

### Camada de controle ou controlador(Controller)
Controle é o componente final da tríade, faz a mediação da entrada e saída, comandando a visão e o modelo para serem alterados de forma apropriada conforme o usuário solicitou através do mouse e teclado. O foco do Controle é a ação do usuário, onde são manipulados os dados que o usuário insere ou atualiza, chamando em seguida o Modelo.
O Controle (Controller) envia essas ações para o Modelo (Model) e para a janela de visualização (View) onde serão realizadas as operações necessárias.

## Interação dos componentes
Além de dividir a aplicação em três tipos de componentes, o desenho MVC define as interações entre eles.
- O Controlador (controller) envia comandos para o modelo para atualizar o seu estado (por exemplo, editando um documento). O controlador também pode enviar comandos para a visão associada para alterar a apresentação da visão do modelo (por exemplo, percorrendo um documento).
- Um modelo (model) armazena dados e notifica suas visões e controladores associados quando há uma mudança em seu estado. Estas notificações permitem que as visões produzam saídas atualizadas e que os controladores alterem o conjunto de comandos disponíveis. Uma implementação passiva do MVC monta estas notificações, devido a aplicação não necessitar delas ou a plataforma de software não suportá-las.
- A visão (view) gera uma representação (Visão) dos dados presentes no modelo solicitado, fazendo a exibição dos dados, sendo ela por meio de um html ou xml.

## Uso em aplicações web
Mesmo tendo sido desenvolvida inicialmente para computação pessoal, o MVC foi drasticamente adaptado como uma arquitetura para as aplicações web em todas as maiores linguagens de programação. Muitos frameworks de aplicação comerciais e não comerciais foram desenvolvidos tendo como base esse modelo. Tais frameworks variam em suas interpretações, principalmente no modo que as responsabilidades MVC são separadas entre o cliente e servidor.
Os frameworks web MVC mais recentes levam uma abordagem de thin client que quase colocou o modelo, a visão e a lógica do controlador inteiros no servidor. Nesta abordagem, o cliente envia requisições de hiperlink ou entrada de formulário ao controlador e então recebe uma página web completa e atualizada (ou outro documento) da visão. O modelo existe inteiramente no servidor. Como as tecnologias de cliente amadureceram, frameworks como JavaScriptMVC e Backbone foram criados o que permite que os componentes MVC executem parcialmente no cliente (ver também AJAX).
Um caso prático é uma aplicação web em que a visão é um documento HTML (ou derivado) gerado pela aplicação. O controlador recebe uma entrada GET ou POST após um estímulo do utilizador e decide como processá-la, invocando objetos do domínio para tratar a lógica de negócio, e por fim invocando uma visão para apresentar a saída

## Vantagens e desvantagens
Vantagens do modelo MVC:
1. Como o modelo MVC gerencia múltiplos views usando o mesmo modelo é fácil manter, testar e atualizar sistemas compostos;
2. É muito simples adicionar novos clientes apenas incluindo seus views e controles;
3. Torna a aplicação escalável;
4. É possível ter desenvolvimento em paralelo para o modelo, visualizador e controle pois são independentes;
5. Facilita o reuso do código;
6. Melhor nível de sustentabilidade, pois facilita a manutenção da aplicação;
7. Fácil transformação da interface, sem que haja necessidade de modificar a camada de negócio;
8. Melhor desempenho e produtividade, graças a estrutura de pacotes modulares;
9. A arquitetura modular permite aos desenvolvedores e designers desenvolverem em paralelo;
10. Partes da aplicação podem ser alteradas sem a necessidade de alterar outras.

Desvantagens do modelo MVC:
1. Necessita de um tempo maior para explorar e modelar o sistema;
2. Requer mão-de-obra especializada;
3. À medida que o tamanho e a complexidade do projeto crescem, a quantidade de arquivos e pastas continuará aumentando também. Os interesses de UI (interface do usuário) (modelos, exibições, controladores) se localizam em várias pastas, que não são formadas em grupos por ordem alfabética.

## Justificativa
A popularidade dessa arquitetura pode ser vista principalmente no desenvolvimento de aplicações WEB. Isso é uma consequência do ambiente ter um alcance ilimitado e com constante crescimento, onde a escalabilidade é um dos fatores mais importantes.
Com o aumento da complexidade das aplicações desenvolvidas, sempre visando a programação orientada a objeto, torna-se relevante a separação entre os dados e a apresentação das aplicações. Desta forma, alterações feitas no layout não afetam a manipulação de dados, e estes poderão ser reorganizados sem alterar o layout.
Esse padrão resolve tal problema através da separação das tarefas de acesso aos dados e lógica de negócio, lógica de apresentação e de interação com o utilizador, introduzindo um componente entre os dois: o controlador.
A separação de propósitos que o paradigma MVC propõem ajuda na escalabilidade e padronização de um produto. Manter um código que cresce constantemente em grandes corporações é uma tarefa árdua, e pequenas equipes também podem sofrer para aumentar a escalabilidade de um produto se não houver um preparo.
Essa divisão de preocupações, ajuda na separação de tarefas e torna-as mais específicas, uma consequência disso é que os códigos possuem um propósito melhor definido, o que facilita no teste e no contexto de seu desenvolvimento e na reutilização do mesmo.

## Plataformas de desenvolvimento

### Object Pascal / Delphi
- MVCBr[8][9]
- Delphi MVC Framework[10]
- mORMot Framework[11]

## Exemplo de MVC em PHP
Uma aplicação Web básica com arquitetura baseada no padrão MVC, com a configuração do relacionamento entre os componentes , implementado na linguagem de programação PHP:
Camada Modelo:
```
<?php

class
 
Model
{

  
public
 
$string
;

  
public
 
function
 
__construct
(){

    
$this
->
string
 
=
 
“MVC
 
+
 
PHP”
;

  
}

}

?>

```

Camada Visão:
```
<?php

class
 
View
{

  
private
 
$model
;

  
private
 
$controller
;

 
  
public
 
function
 
__construct
(
$controller
,
$model
)
 
{

    
$this
->
controller
 
=
 
$controller
;

    
$this
->
model
 
=
 
$model
;

  
}

 
  
public
 
function
 
output
()
 
{

    
return
 
'<a href="mvc.php?action=clicked"'
 
.
 
$this
->
model
->
string
 
.
 
"</a>"
;

  
}

}

?>

```

Camada Controle:
```
<?php

class
 
Controller
{

  
private
 
$model
;

 
  
public
 
function
 
__construct
(
$model
){

    
$this
->
model
 
=
 
$model
;

  
}

 
  
public
 
function
 
clicked
()
 
{

    
$this
->
model
->
string
 
=
 
“atualizado
!
”

  
}

}

?>

```

Relacionamento dos componentes:
```
<?php

$model
 
=
 
new
 
Model
();

$controller
 
=
 
new
 
Controller
(
$model
);

$view
 
=
 
new
 
View
(
$controller
,
 
$model
);

 

if
 
(
isset
(
$_GET
[
'action'
])
 
&&
 
!
empty
(
$_GET
[
'action'
]))
 
{

  
$controller
->
{
$_GET
[
'action'
]}();

}

 

echo
 
$view
->
output
();

?>

```